# Plain White T’s
Plain White T’s ist eine US-amerikanische Pop-Punk-Band aus Villa Park (Illinois), einem Vorort von Chicago. Die Band landete 2007 einen Überraschungserfolg mit dem Song Hey There Delilah von Tom Higgenson aus dem Jahr 2005.

## Geschichte
Plain White T’s spielen einen Up-Beat-Pop-Musikstil mit Liedern wie A Lonely September oder Take Me Away und haben bisher sechs Studioalben produziert.
Ihr Album Every Second Counts wurde am 12. September 2006 veröffentlicht und enthält ein Re-Release des bereits 2005 auf dem Album All That We Needed veröffentlichten Songs Hey There Delilah. 2007 stieg die Single-Auskopplung des Songs auf Platz 1 der Charts in Deutschland und den USA. Außerdem erhielt sie 2008 für den Song Hey There Delilah eine Nominierung für den Grammy. Damit ist Hey There Delilah die bis heute erfolgreichste Single von Plain White T’s.
Die Band steuerte mit Our Time Now den Titelsong für die TV-Serie Greek bei. In der Serie treten sie außerdem auf Partys einer der Verbindungen öfter auf. Außerdem hatte sie in der US-Serie iCarly einen Gastauftritt.

## Diskografie

### Studioalben
| Jahr | Titel                      | Höchstplatzierung, Gesamtwochen, AuszeichnungChartplatzierungen (Jahr, Titel, Platzierungen, Wochen, Auszeichnungen, Anmerkungen) | Höchstplatzierung, Gesamtwochen, AuszeichnungChartplatzierungen (Jahr, Titel, Platzierungen, Wochen, Auszeichnungen, Anmerkungen) | Höchstplatzierung, Gesamtwochen, AuszeichnungChartplatzierungen (Jahr, Titel, Platzierungen, Wochen, Auszeichnungen, Anmerkungen) | Höchstplatzierung, Gesamtwochen, AuszeichnungChartplatzierungen (Jahr, Titel, Platzierungen, Wochen, Auszeichnungen, Anmerkungen) | Höchstplatzierung, Gesamtwochen, AuszeichnungChartplatzierungen (Jahr, Titel, Platzierungen, Wochen, Auszeichnungen, Anmerkungen) | Anmerkungen                              |
| Jahr | Titel                      | DE | AT | CH | UK | US | Anmerkungen                              |
| ---- | -------------------------- | --- | --- | --- | --- | --- | ---------------------------------------- |
| 2000 | Come on Over               | — | — | — | — | — | Erstveröffentlichung: 2000               |
| 2002 | Stop                       | — | — | — | — | — | Erstveröffentlichung: 20. August 2002    |
| 2005 | All That We Needed         | — | — | — | — | US— GoldUS | Erstveröffentlichung: 25. Januar 2005    |
| 2006 | Every Second Counts        | DE26 (12 Wo.)DE | AT27 (11 Wo.)AT | CH66 (9 Wo.)CH | UK3 Gold · (17 Wo.)UK | US10 Gold · (50 Wo.)US | Erstveröffentlichung: 12. September 2006 |
| 2008 | Big Bad World              | — | — | — | — | US33 (5 Wo.)US | Erstveröffentlichung: 23. September 2008 |
| 2010 | The Wonders of the Younger | — | — | — | — | US149 (1 Wo.)US | Erstveröffentlichung: 7. Dezember 2010   |
| 2015 | American Nights            | — | — | — | — | — | Erstveröffentlichung: 31. März 2015      |
| 2018 | Parallel Universe          | — | — | — | — | — | Erstveröffentlichung: 24. August 2018    |
| 2023 | Plain White T’s            | — | — | — | — | — | Erstveröffentlichung: 17. November 2023  |

### EPs
- 2001: Rip Off the Hits
- 2006: Hey There Delilah EP
- 2013: Should’ve Gone to Bed

### Singles
| Jahr | Titel Album                                        | Höchstplatzierung, Gesamtwochen, AuszeichnungChartplatzierungen (Jahr, Titel, Album, Platzierungen, Wochen, Auszeichnungen, Anmerkungen) | Höchstplatzierung, Gesamtwochen, AuszeichnungChartplatzierungen (Jahr, Titel, Album, Platzierungen, Wochen, Auszeichnungen, Anmerkungen) | Höchstplatzierung, Gesamtwochen, AuszeichnungChartplatzierungen (Jahr, Titel, Album, Platzierungen, Wochen, Auszeichnungen, Anmerkungen) | Höchstplatzierung, Gesamtwochen, AuszeichnungChartplatzierungen (Jahr, Titel, Album, Platzierungen, Wochen, Auszeichnungen, Anmerkungen) | Höchstplatzierung, Gesamtwochen, AuszeichnungChartplatzierungen (Jahr, Titel, Album, Platzierungen, Wochen, Auszeichnungen, Anmerkungen) | Anmerkungen                                                                              |
| Jahr | Titel Album                                        | DE | AT | CH | UK | US | Anmerkungen                                                                              |
| ---- | -------------------------------------------------- | --- | --- | --- | --- | --- | ---------------------------------------------------------------------------------------- |
| 2006 | Hate (I Really Don’t Like You) Every Second Counts | — | — | — | UK53 (6 Wo.)UK | US68 (6 Wo.)US | Erstveröffentlichung: 2006                                                               |
| 2007 | Hey There Delilah Every Second Counts              | DE1 Platin · (26 Wo.)DE | AT2 (22 Wo.)AT | CH9 (35 Wo.)CH | UK2 ×3Dreifachplatin · (35 Wo.)UK | US1 ×4Vierfachplatin · (35 Wo.)US | Neuauflage des 2005 veröffentlichten Hey There Delilah Veröffentlichung: 30. August 2007 |
| 2007 | Our Time Now Every Second Counts                   | DE87 (1 Wo.)DE | — | — | — | US90 Gold · (1 Wo.)US | Erstveröffentlichung: 6. November 2007                                                   |
| 2008 | 1, 2, 3, 4 (I Love You) Big Bad World              | DE27 (13 Wo.)DE | AT22 (6 Wo.)AT | — | — | US34 ×2Doppelplatin · (20 Wo.)US | Erstveröffentlichung: Dezember 2008                                                      |
| 2010 | Rhythm of Love The Wonders of the Younger          | — | — | — | UK60 (7 Wo.)UK | US38 Platin · (21 Wo.)US | Erstveröffentlichung: 3. Oktober 2010                                                    |

Weitere Singles
- 2005: All That We Needed
- 2005: Take Me Away
- 2005: Hey There Delilah
- 2008: Natural Disaster
- 2011: Boomerang
- 2011: Nuttin’ for Christmas
- 2013: Should’ve Gone to Bed
- 2013: The Giving Tree
- 2015: Pause
- 2017: Land of the Living
- 2018: Your Body
- 2019: Let’s Lay Low
- 2021: Winter Wonderland
- 2023: Spaghetti Tattoo
- 2023: Happy
- 2023: Would You Even
- 2023: Red Flags
- 2023: You Plus Me
- 2023: Fired Up

## Auszeichnungen für Musikverkäufe
| Goldene Schallplatte - Brasilien - 2024: für die Single Hey There Delilah - Irland - 2007: für das Album Every Second Counts - Neuseeland - 2015: für die Single Rhythm of Love - 2022: für das Album All That We Needed - Spanien - 2024: für die Single Hey There Delilah | Platin-Schallplatte - Australien - 2007: für die Single Hey There Delilah - Dänemark - 2020: für die Single Hey There Delilah - Italien - 2019: für die Single Hey There Delilah 3× Platin-Schallplatte - Kanada - 2010: für die Single Hey There Delilah 4× Platin-Schallplatte - Neuseeland - 2024: für die Single Hey There Delilah |

Anmerkung: Auszeichnungen in Ländern aus den Charttabellen bzw. Chartboxen sind in ebendiesen zu finden.
| Land/RegionAuszeichnungen für Musikverkäufe (Land/Region, Auszeichnungen, Verkäufe, Quellen) | Gold     | Platin       | Verkäufe  | Quellen              |
| -------------------------------------------------------------------------------------------- | -------- | ------------ | --------- | -------------------- |
| Australien (ARIA)                                                                            | —        | Platin1      | 70.000    | aria.com.au          |
| Brasilien (PMB)                                                                              | Gold1    | —            | 30.000    | pro-musicabr.org.br  |
| Dänemark (IFPI)                                                                              | —        | Platin1      | 90.000    | ifpi.dk              |
| Deutschland (BVMI)                                                                           | —        | Platin1      | 300.000   | musikindustrie.de    |
| Irland (IRMA)                                                                                | Gold1    | —            | 7.500     | irishcharts.ie       |
| Italien (FIMI)                                                                               | —        | Platin1      | 50.000    | fimi.it              |
| Neuseeland (RMNZ)                                                                            | 2× Gold2 | 4× Platin4   | 135.000   | radioscope.co.nz NZ2 |
| Kanada (MC)                                                                                  | —        | 3× Platin3   | 120.000   | musiccanada.com      |
| Spanien (Promusicae)                                                                         | Gold1    | —            | 30.000    | elportaldemusica.es  |
| Vereinigte Staaten (RIAA)                                                                    | 3× Gold3 | 7× Platin7   | 8.500.000 | riaa.com             |
| Vereinigtes Königreich (BPI)                                                                 | Gold1    | 3× Platin3   | 1.900.000 | bpi.co.uk            |
| Insgesamt                                                                                    | 9× Gold9 | 21× Platin21 |           |                      |